# Квинт Фабий Юлиан
Квинт Фабий Юлиан (на латински: Quintus Fabius Iulianus) e политик и сенатор на Римската империя през 2 век.
Той е вероятно син на Марк от tribus Галерия от провинцията Бетика. През 131 г. Фабий Юлиан е суфектконсул заедно с Луций Фабий Гал.